# Дифаллия
Дифаллия (от др.-греч. δι- — два и φαλλός — половой член) — врождённая аномалия развития мочеполовой системы, характеризующаяся удвоением (полным или частичным) полового члена.
Дифаллия является редким пороком развития. Нередко дифаллия сочетается с гипоспадией и эписпадией, а также обычно сопровождается почечными, позвоночными, аноректальными и/или другими врожденными аномалиями. Существует также более высокий риск расщепления позвоночника.
При дифаллии прибегают к хирургическому лечению — удалению менее развитого полового члена. Первый документированный случай был описан Йоханнесом Якобом Веккером в 1609 году в Болонье, Италия, и с тех пор до настоящего времени зарегистрировано около ста подобных случаев. Аномалия встречается с частотой около 1 случая из 5,5 млн родов.